# Dicranoclonia dicranum
Dicranoclonia dicranum är en insektsart som först beskrevs av Ludwig Redtenbacher 1906.  Dicranoclonia dicranum ingår i släktet Dicranoclonia och familjen Pseudophasmatidae. Inga underarter finns listade i Catalogue of Life.